# Зюбіна Римма Анатоліївна
Ри́мма Анато́ліївна Зю́біна (нар. 23 серпня 1971, Ужгород) — українська акторка, телеведуча та громадська активістка. Виконавиця головної ролі Дарини в фільмі «Гніздо горлиці». Ведуча програми «По обіді шоу» на UA: Перший (2018—2019), шоу «Новий День» на телеканалі «Прямий» (2019). Голос «Радіо Культура».
Володарка премії «Золота дзиґа» в номінації «Найкраща жіноча роль» за роль Дарини у фільмі «Гніздо горлиці» (2016). Також за цю роль нагороджена спеціальною відзнакою на Міжнародному кінофестивалі в Мангеймі / Німеччина / 2016 і на Міжнародному кінофестивалі «Кохання це безумство» в Варні/Болгарія/2017 за кращу жіночу роль. Дворазова лауреатка театральноі премії «Київська пектораль» (2004, 2008). 
«Найкраща акторка 2016—2019» рейтингу «Знято в Україні». Увійшла до 100 жінок, відзначених Всеукраїнським рейтинговим журналом «Гордість та краса України» 2019.
У березні 2014 акторка заявила, що більше не співпрацюватиме в кіно/телепроєктах виробництва Росії. Принципово відмовляється від отримання державної нагороди «Заслужена артистка», бо вважає це радянськими нагородами.

## Життєпис
Народилася в Ужгороді на Закарпатті, мати з Чернігівщини, батько — з Сум, а сестра Лариса народилась у Чернівцях. З 3 до 7 років прожила в Угорщині через те, що батько був військовим. Саме там, побачивши виставу «Попелюшка» з сестрою у головній ролі, захотіла стати акторкою. Сестра Лариса закінчила хімічний факультет УжНУ і є кандидаткою технічних наук, але саме її «Попелюшка» мала ключовий вплив на вибір професії Риммою.
З дитинства займалася балетом, навчалася у музичній школі, в дитячому театрі «Ровесник», театрі-студії при Закарпатському облмуздрамтеатрі, де з 17 років грала в виставах у масових сценах. З дитинства брала участь в радіо та телепередачах, конкурсах читців, вела концерти.
З відзнакою закінчила Ужгородське культурно-освітнє училище, після чого запрошена на посаду акторки трьома професійними театрами, але вступає на режисерський курс в Майстерню Дмитра Чайковського Київського державного інституту культури (нині Київський національний університет культури і мистецтв). Провчившись рік, приймає пропозицію від Закарпатського облмуздрамтеатру і повертається в Ужгород.
У шлюбі з театральним режисером Станіславом Мойсеєвим, який очолював Київський Молодий театр з 1986 по 2012, а з 2012 по 2017 роки обіймав посаду художнього керівника Національного академічного драматичного театру ім. Івана Франка. Разом з ним працювала спочатку в Закарпатському обласному музично-драматичному театрі, Київському театрі «Браво», потім — у Київському академічному Молодому театрі.
28 вересня 1998 року народила сина Даниїла, який з двох років знімається у кіно, зокрема, виконав головну роль у фільмі Романа Синчука «Гайдамака».

## Робота в театрі
У 19 років почала працювати акторкою в Закарпатському обласному музично-драматичному театрі, перевівшись на заочну форму навчання у київському виші. Через рік переїздить до Києва, де з 1991 по 1997 працює в різних театрах — професійному Камерному Театрі-студії класичної п'єси, Театрі юного глядача, Театрі драми і комедії на лівому березі Дніпра, Театрі «Золоті ворота», Театрі «Сузір'я», Театрі «Браво».
1992 року дебютує в кіно в головній ролі у фільмі «Про шалене кохання, снайпера та космонавта» (Д. Томашпольський). 1992 починає працювати на телеканалі «УТ-1» ведучою програми дитячої редакції «Еники-Беники», з 1994 у популярній сімейній програмі «Лего-Експрес».
- У 1994 році закінчила режисерське відділення Київського державного інституту культури.
- 1997 - 2019 акторка Київського академічного Молодого театру.
- 2018 на волонтерських засадах грає в Луганському обласному музично-драматичний театрі в Сєвєродонецьку.
- З 2022 Луганський театр працює в Сумах, і акторка з 2022 продовжує свою творчу співпрацю з театром.
- 2019  - Львівський театр «Воскресіння»,
- 2020 - Київський Театр «Особистості», «Дикий театр»
- 2022 - співпраця з Херсонським музично-драматичним театром ім. М. Куліша в документальній виставі «Лишатися не можна»
- Від грудня 2022 — акторка Одеського обласного українського музично-драматичного театру ім. Василя Василька.
- Вересень 2023 бере участь в роботі над виставою Національного драматичного театру ім. М. Заньковецької, Львів.

Вистави за участю Зюбіної брали участь у престижних театральних форумах: Единбурзькому міжнародному театральному фестивалі (Велика Британія), Каїрському міжнародному театральному фестивалі (Єгипет), Міжнародному театральному фестивалі «Золотий лев» (Україна, Львів), «Ельблонгська театральна весна» (Ельблонг, Польща).
У 2014 році оголосила, що у рамках конкурсу «Коронація слова» буде призначено спеціальна відзнака від Римми Зюбіної за твір про відому американську співачку українського походження Квітку Цісик.
У серпні 2016 році організувала фестиваль дитячого кіно «ФільмФестБук» у дитячому таборі «Артек-Буковель».

## Кінокар'єра
Дебютувала у кіно 1992 року в фільмі Дмитра Томашпольського «Про шалене кохання, снайпера і космонавта». Після чого мала восьмирічну перерву, бо «українське кіно не знімали взагалі».
За понад 30 років роботи в кінематографі знялася у близько 100 телефільмах та у 11 повнометражних кінофільмах.
Головна роль у фільмі «Гніздо горлиці» (2016), який отримав нагороду «Золотий Дюк» у номінації «Найкращий український повнометражний фільм» на Одеському міжнародному фестивалі, шість нагород кінопремії «Золота дзига», зокрема і перемога Зюбіної в номінації «Найкраща акторка».  Нагорода «Найкраща акторка» в Варні кінофестиваль «Кохання - це шаленство». Також цю роботу відзначило журі 65-го Міжнародного кінофестивалю Мангейм-Гайдельберг (Німеччина).
У 2018 знялась у словацько-українському фільмі «Межа», що був представлений в міжнародній програмі кінофестивалю в Карлових Варах і отримав нагороду за «Найкращу режисуру».

## Фільмографія
| Рік       |    | Назва                                          | Роль                             |
| --------- | -- | ---------------------------------------------- | -------------------------------- |
| 1992      | ф  | Про шалене кохання, снайпера й космонавта      | героїня                          |
| 1993      | тф | Три ідеальні подружжя                          | Клара                            |
| 1995      | с  | Острів любові                                  | Гапка (серія «Двобій»)           |
| 2000      | ф  | Пригоди покинутого чоловіка, або Життя як цирк | Анна Іванівна                    |
| 2001      | с  | Леді Бомж                                      | Іраїда Горохова                  |
| 2001      | с  | Леді Бос                                       | Іраїда Горохова                  |
| 2003      | с  | Дух землі                                      | Оксана Харченко                  |
| 2003      | ф  | Жіноча інтуїція                                | Лілія                            |
| 2003      | с  | Леді Мер                                       | Іраїда Горохова                  |
| 2003      | с  | Житлово-експлуатаційна комедія                 | Віра                             |
| 2004      | тф | За два кілометри від Нового року               | Ніна                             |
| 2004      | с  | Убий мене! Ну будь ласка                       | тамада                           |
| 2004      | с  | Плакальник, або Новорічний детектив            | Кирюшкіна                        |
| 2004      | с  | Весела компанія                                | стара комсомолка                 |
| 2004      | с  | Далеко від Сансет-Бульвару                     | акторка на кінопробах            |
| 2004      | ф  | Тобі, справжньому                              | директорка дитбудинку            |
| 2005      | с  | Присяжний повірений                            | Глафіра                          |
| 2005      | с  | Другий фронт                                   | розвідниця                       |
| 2005      | с  | Летюча миша                                    | Матильда                         |
| 2005      | ф  | Жіноча інтуїція 2                              | Лілія                            |
| 2005      | с  | Повернення Мухтара-2                           | Ясновська                        |
| 2006      | ф  | Аврора                                         | Анастасія Савченко               |
| 2006      | с  | Янгол з Орлі                                   | Фанні Дюбуа                      |
| 2006      | с  | Міський романс                                 | Юлія Михайлівна Броннікова       |
| 2006      | тф | Пригоди Вєрки Сердючки                         | епізод                           |
| 2007      | с  | Смерть Шпигунам                                | Валентина                        |
| 2007      | с  | Скарб                                          | Даша                             |
| 2008      | тф | Операція «Че Ґевара»                           | вихователька дитячого садка      |
| 2008      | с  | Абонент тимчасово недоступний                  | Світлана Зуєва                   |
| 2008      | ф  | Хочу дитину                                    | Тамара                           |
| 2008      | с  | Доярка з Хацапетівки 2: Виклик долі            | Роза                             |
| 2008      | с  | Осінній вальс                                  | Оля                              |
| 2009      | тф | Будинок для двох                               | Ніна Семенова                    |
| 2009      | кф | Тато                                           |                                  |
| 2009      | тф | Вагома підстава для вбивства                   | Ірина Петрівна                   |
| 2010      | с  | Акула                                          | Лена                             |
| 2011      | с  | Доярка з Хацапетівки 3                         | Роза                             |
| 2011      | с  | Мінливості кохання                             | Марина                           |
| 2011      | с  | Терміново! Шукаю чоловіка                      | Римма Іванівна                   |
| 2011      | с  | Заєць, смажений по-берлінськи                  | Клавдія                          |
| 2012      | с  | Лист очікування                                | Раїса                            |
| 2012      | с  | Брат за брата-2                                | дружина Суворова                 |
| 2013      | кф | Свєтка                                         | Свєтка                           |
| 2014      | с  | Пізнє каяття                                   | Лідія Прокаєва                   |
| 2014      | кф | Мандрагора                                     | Марина                           |
| 2014      | с  | Пограбування по-жіночому                       | Тома                             |
| 2014      | ф  | Трубач                                         | Тетяна Іванівна                  |
| 2015-2017 | с  | Гвардія 2                                      | Жанна                            |
| 2015      | кф | Віддалік                                       |                                  |
| 2015      | с  | Поділися щастям своїм                          | Катерина Шатрова                 |
| 2015      | с  | Щоб побачити веселку, треба перечекати дощ     | Тетяна                           |
| 2016      | с  | Чорна квітка                                   | Валентина                        |
| 2016      | кф | Відлуння                                       | дружина полковника               |
| 2016      | с  | Вирок ідеальної пари                           |                                  |
| 2016      | ф  | Гніздо горлиці                                 | Дарина                           |
| 2017      | ф  | Межа                                           | Ганна Дацей                      |
| 2017      | ф  | DZIDZIO Контрабас                              | продавчиня                       |
| 2019      | ф  | Давай танцюй                                   | мама Микити                      |
| 2019      | кф | Між рядками                                    | директор бібліотеки              |
| 2019      | с  | Таємниці                                       | Софія                            |
| 2019      | с  | Агенти справедливості                          | акторка                          |
| 2020      | мф | Віктор Робот                                   | Мама (голос)                     |
| 2020      | с  | Вижити за будь яку ціну                        | Світлана                         |
| 2020      | ф  | Казка старого мельника                         | жінка на возі                    |
| 2021      | с  | #Яжебать                                       |                                  |
| 2021      | с  | Моя улюблена Страшко                           | Вероніка Веронська               |
| 2021      | с  | Люся інтерн                                    | Люся Жук                         |
| 2021      | ф  | Я працюю на цвинтарі                           | жінка в чорному капелюсі         |
| 2021      | с  | Папаньки                                       |                                  |
| 2022      | ф  | Памфір                                         | ведуча програми «Вітаємо піснею» |
| 2022      | кф | Валера                                         | Галя                             |
| 2023      | ф  | Злегка прочинені двері                         | Катерина                         |
| 2023      | тф | Юрик. Дорога, не торкаючись землі              | бабуся                           |
| 2023      | с  | Ботоферма                                      | Ірина Паляниця, мати Антона      |
| 2024      | ф  | Смак Свободи                                   |                                  |
| 2024      | ф  | Редакція                                       | мати                             |
| TBA       | ф  | 7 бажань                                       |                                  |
| TBA       | с  | Моя війна і я                                  |                                  |

Голос фільму. Озвучено :
2022 документальний фільм “Маріуполь. Невтрачена Надія» реж. М. Литвинов. 
2023 документальний фільм «Ізоляція» реж. І. Мінаєв.
2024 документальний фільм «Подорож до Планети Параджанова» реж. Т. Томенко. 
2024 документальний фільм «Потяг до життя». 
Аудіокниги:
Аудіокнига Катерина Калитко «Земля загублених», Радіо Культура.
Аудіокнига Тамара Горіха Зерня «Доця», Радіо Культура.
Аудіокнига Агата Крісті «13 загадкових випадків» Мегого

## Театральні ролі
Закарпатський обласний державний український музично-драматичний театр
- 1990 — «Хочу зніматися в кіно» Ніла Саймона, реж. Станіслав Мойсеєв — Ліббі Таккер
- 1991 — «Федра» Ж. Расіна, реж. Станіслав Мойсеєв — Арісія

Київський театр юного глядача на Липках
- 1992 —  «Чарівні черевички» Геннадія Мамліна, реж. Олександр Балабан — Бетсі
- 1992 —  «Полювання на носорога» Миколи Гумільова, реж. Олександр Балабан — Елу

Київський академічний театр юного глядача на Липках
Київська академічна майстерня театрального мистецтва «Сузір'я»
Київський театр «Золоті ворота»
- 1994 — «Убивець» Федора Достоєвського; реж. Валерій Пацунов — Соня Мармеладова
- 2003 — «Евридика» Жан Ануй; реж. Валерій Пацунов — Евридика

Київський академічний театр драми і комедії на лівому березі Дніпра
- 1992 —  «Брехня» Володимира Винниченка, реж. Олександр Балабан — Наталя Павлівна

1992 «Сімейне щастя» О.Салинський, реж.О.Балабан, роль- Дівчина
Київський театр «Браво»
- 1994 —  «Ні з тобою, ні без тебе» Маргарит Дюрас; реж. Станіслав Мойсеєв — Дівчина

1994 «Трохи кохання в цьому шаленому світі» Ф.Саган, реж. В. Петров, роль - Присцилла Честерфілд.
1995 «Панночка» Н.Садур /за мотивами М. Гоголя/ реж. Сергій Федотов - «Панночка»
- 1996 — «Привиди» Генріха Ібсена; реж. Станіслав Мойсеєв — Регіна
- 1997 — «Коло» Генріха Ібсена, реж. Станіслав Мойсеєв — Елізабет
- «Снігова Королева» Шварц/Андерсен, реж. Володимир Судьїн - «Герда»

Київський національний академічний Молодий театр
- 1997 «Житіє простих» Наталка Ворожбит, реж. Юрій Сидоренко - «Люба»
- 1997 — «Дон Жуан» Жана-Батиста Мольєра, реж. Станіслав Мойсеєв — Дівчина-Фантом
- 1999 -«Малюк» музика Юрій Шевченко реж. Володимир Бегма - « Марі»
- 2000 — «Русалонька» Людмили Разумовської за казкою Ганса Крістіана Андерсена; реж. Євген Курман, роль - Русалонька
- 2000 — «Трагедія Гамлета, принца данського» за п'єсою Вільяма Шекспіра; реж. Станіслав Мойсеєв — Офелія
- 2001 — «Гедда Габлер» Генріха Ібсена; реж. Станіслав Мойсеєв — Теа Ельфстед
- 2003 - «Жінки і війна» Джеват Ель Есседі, реж. Д.Ель Есседі - «Міріам»
- 2003 — «Дядя Ваня» Антона Чехова; реж. Станіслав Мойсеєв — Соня
- «Маринований аристократ» за Ірени Коваль; реж. Станіслав Мойсеєв — Дружина
- 2005 — «В моїм завершенні – початок мій…» Фрідріха Шиллера; реж. Станіслав Мойсеєв — Марія Стюарт
- 2007 — «Четверта сестра» Януша Гловацького; реж. Станіслав Мойсеєв — Таня
- 2007 — «Право на любов» («Пізня любов») Олександра Островського, реж. Юлія Маслак — Людмила
- 2010 - «Поки мама не прийшла» Ремі де Вос, реж. Крістоф Фьотріє - Анн
- 2009 — «Торчалов» Микити Воронова, реж. Станіслав Мойсеєв, Валерій Легін роль -Римма
- 2012 — «Любовні листи до Сталіна» Хуана Майорги; реж. Станіслав Мойсеєв — Дружина Михайла Булгакова
- 2013 — «Янгольська комедія»; реж. Лев Сомов — Донна Джезуальдо
- 2016 — «Second love» Олени Ісаєвої; реж О. Щурська — Надя
- 2016 — «Це все вона» Андрія Іванова; реж. Влада Бєлозоренко — Мати / Тоффі / Вона
- 2017 — «Різня» за п'єсою Ясміни Рези; реж. Влада Бєлозоренко — Веронік

Інші театри
Театр «Сузір‘я»
- 1994 «Кроткая» Федора Достоєвського; реж. Ю.Галатюк — Ліза. Київський театр-студія коасичноі п‘єси
- 1994 «За кулісами холодно» Мішель Де Гельдерод;за п‘єсою «Смерть актора», реж. Олександр Балабан — Регіна-акторка
- 2018 — «Схід — Захід» за дитячою драматургією; реж. Влада Бєлозоренко — Бабуся, Циган, Дух бабусі, Мама (Київський театр «Актор»)[12]
- 2018 — «Веселий дух», реж. В. Московченко — Мадам Аркаті (Луганський обласний академічний український музично-драматичний театр, Сєвєродонецьк), 2018

2018 «Номери» О. Сенцов, реж.Тамара Трунова 
- 2019 — «Серпень. Графство Осейдж» реж. Алла Федоришина — Барбара (Львівський академічний духовний театр «Воскресіння»)

2020 «Нові шрами» документальна вистава, реж. Н. Сиваненко, Дикий театр
- 2020 — «Бракований Рай» Сергія Пономаренка; реж. Наталія Сиваненко (Театр «Особистості», Київ)
- 2021 «Ідеальний рецепт» Сергій Пономаренко, реж. Марія Мага - «тьотя Зоя» Театр «Особистості»
- 2022 — «Лишатися (не) можна»; документальна вистава, реж. Євген Рєзніченко (Херсонський обласний академічний музично-драматичний театр ім. Миколи Куліша на сцені Національного академічного драматичного театру ім. Лесі Українки)

2023:
- «Карпатський вестерн» автори - Піратська Бухта, реж. М. Голенко, роль - Лопаха. Одеський обласний музично-драматичний театр ім. В. Василька
- «Я помщуся світові любов‘ю» поезія Розстріляного Відродження та 60-десятників, реж. В. Федотова - Романько. Одеський обласний музично-драматичний театр ім. В. Василька
- «Вороги. Історія любові» Іцхак Башевіс Зінгер, реж. М. Голенко, роль - Тамара. Національний драматичний театр ім. Марії Заньковецької, Львів
- 2024 - «Червона Рута» Н. Ворожбит, реж. М. Голенко, роль - Міля, Національний драматичний театр ім. М. Заньковецької, Львів
- 2025 - «Дещо дивне сталося зі мною» автор тексту і режисер Д. Собчук - Сухолиткий, роль - Світлана,  Національний драматичний театр ім. М. Заньковецької, Львів

## Громадянська позиція
Акторка займається волонтерством, є амбасадоркою київської благодійної організації «Фонд допомоги онкохворим дітям „Краб“ [Архівовано 20 березня 2017 у Wayback Machine.] Отримала нагороду за допомогу онкохворим дітям „Древо життя“.
Грає на волонтерських засадах виставу в Луганському українському музично — драматичному театрі, який з окупованої території переїхав в Сєвєродонецьк, а під час повномасштабного вторгнення, театр переїхав в Суми.
Після анексії Росією Криму принципово відмовляється брати участь у російських проєктах.
Також є принциповою позицією акторки відмова від отримання державного звання „Заслужена артистка України“.
Є активною учасницею та ініціаторкою акцій на підтримку звільнення незаконно засудженого українського кінорежисера Олега Сенцова та інших українських політв'язнів. 31 травня 2018 записала відеозвернення на підтримку незаконно увязненного у Росії українського режисера Олега Сенцова.
2025 підтримала ініціативу акторів проти харасменту і започаткувала в соціальних мережах флешмоб #немовчи.

## Нагороди й номінації
| Рік                                                         | Категорія                                     | Робота                 | Результат |
| ----------------------------------------------------------- | --------------------------------------------- | ---------------------- | --------- |
| «Золота дзиґа»                                              |                                               |                        |           |
| 2017                                                        | Найкраща акторка                              | Гніздо горлиці         | Перемога  |
| 2018                                                        | Найкраща акторка другого плану                | Межа                   | Номінація |
| «Київська пектораль»                                        |                                               |                        |           |
| 2004                                                        | Найкраще виконання жіночої ролі другого плану | Дядя Ваня              | Перемога  |
| 2008                                                        | Найкраще виконання жіночої ролі               | Четверта сестра        | Перемога  |
| Міжнародний кінофестиваль Мангейм-Гайдельберг               |                                               |                        |           |
| 2016                                                        | Special Achievement Award                     | Гніздо горлиці         | Перемога  |
| Міжнародний кінофестиваль «Любов — це божевілля» (Болгарія) |                                               |                        |           |
| 2017                                                        | Найкраща акторка                              | Гніздо горлиці         | Перемога  |
| Чорний лотос                                                |                                               |                        |           |
| 2025                                                        | Акторка театру (головна роль)                 | Вороги. Історія любові | Перемога  |
| Кінофестиваль „КіТи“ (Маріуполь)                            |                                               |                        |           |
| 2016                                                        | Найкраща жіноча роль                          | Відлуння               | Перемога  |
| Державна премія імені Лесі Українки                         |                                               |                        |           |
| 2017                                                        | Фільми для дітей                              | Трубач                 | Перемога  |
| Спеціальна премія програми «Зірковий шлях»                  |                                               |                        |           |
| 2021                                                        | Геть стереотипи року                          |                        | Перемога  |
| «Людина року»                                               |                                               |                        |           |
| 2018                                                        | Митець року                                   |                        | Номінація |
|                                                             |                                               |                        |           |
| 2017                                                        | Найкрасивіша жінка України                    |                        | Номінація |
| 2018                                                        | Найкрасивіша жінка України                    | Номінація              |           |
|                                                             |                                               |                        |           |

2022 - Only The Best Film Awards, Маямі, США. Краща актриса. Короткометражний  фільм "Валєра". Реж. О. Артушевська 

## Цікаві факти
Мріє зіграти Квітку Цісик, відому американську співачку українського походження.
На літературному конкурсі  «Коронація Слова», з метою пошуку матеріалу для сценарію,  започаткувала номінацію «Твір на тему Квітка Цісик». Ця номінація існувала 7 років.